# 箕輪洞谷横穴墓群
箕輪洞谷横穴墓群（みのわどうやとよこあなぼぐん）は神奈川県横浜市港北区箕輪町3丁目にある7世紀後半の横穴墓群遺跡である。

## 概要
東横線日吉駅や日吉の街が広がる日吉台台地が、南に付き出した部分の、南東向き崖面に構築されている。日吉駅からは南南西約340メートルの距離にある。
2001年（平成13年）2月、当時の横浜市緑政局（現在の環境創造局）が台地の上に「日吉の丘公園」を開設する都合で、この崖面に崩落防止用の擁壁設置工事を行っていた。その際に横浜市の埋蔵文化財センター職員が現地を確認したところ、崖面中腹に横穴が5つあるのを発見した。この発見により、急遽崖面に足場を組んで3月から発掘調査が行われることになった。
遺跡名は、かつてこの辺りを「洞谷（どうやと）」と呼んでいたとする地域住民の証言を得たため「箕輪洞谷横穴墓群」と決まった。それまでこの場所は遺跡のある場所だと認識されていなかったが、洞窟を連想させる「洞」の付く古地名からして、古くは横穴墓の存在が認識されていた可能性があるという。
計9基の横穴墓が発見・調査され、分布状況から墓群には幾つかのグループが存在する事がわかったが、すでに古い時代に崖面が削れ、全ての横穴墓で前庭部（墓前祭祀を行う墓穴の前の広場）を失い、羨道・玄室部も大半の横穴で欠損しており、本来はより多くの横穴が存在していたであろう事が示唆された。
発掘された横穴墓は、玄室の横断面形がアーチ形（カマボコ形）で、縦断面形は天井が奥壁から入口に向けて低く傾き、玄室平面形は奥壁側が広くなる台形を呈するものであった。また、幾つかには玄室床面に河原石が敷かれていた。出土品は須恵器や両頭金具（弓に取り付けられた装飾金具）、鉄鏃、玉などで、出土品年代により7世紀（西暦600年代）中頃から終わり頃までのおよそ50年間に造られた横穴墓と推定された。
調査後は崖面に擁壁が貼られ、横穴墓群は完全に壁内に封印されることとなったが、横浜市教育委員会により擁壁の表面に横穴墓の発見位置を示す陰刻が刻まれ、麓に解説板が置かれた。参考資料や知名度は少ないが、港北区散策コースの一部になっている。

## 詳しく載っている本
- 埋蔵文化財センター（横浜市）・横浜市緑政局『箕輪洞谷横穴墓群発掘調査報告』2002年（平成14年）3月29日発行

## 参考資料
- - 埋蔵文化財センター（横浜市）『埋文よこはま4号（箕輪洞谷に古代のお墓発見）』2001年（平成13年）9月30日発行

座標: 北緯35度32分49.4秒 東経139度38分31.9秒 / 北緯35.547056度 東経139.642194度